# 시모오카 주지
시모오카 주지(일본어: 下岡 忠治, 1870년 9월 29일 ~ 1925년 11월 22일)는 일본의 관료이자 정치인이다. 중의원 의원과 조선총독부 정무총감을 역임하였다. 호는 '삼봉'(三峰)이다.

## 생애
에도 시대 지방의 하급 관리이자 양조업을 하던 시모오카 나오카즈(下岡直一)의 2남으로 셋쓰국 가와베군 히로네 촌(현재 효고현 가와베 군 이나가와정)에서 태어났다. 오사카 중학, 제3고등중학교를 거쳐서 1895년 7월에 제국대학 법과대학 정치학과를 졸업하였고 내무속이 되어 내무성 관방 문서과에서 근무하다가 동년 11월에 고등문관시험에 합격하였다. 1896년 1월에 구마모토현 참사관으로 취임하였으며 교토부 참사관, 이바라키현 서기관, 법제국 참사관, 겸법제국 서기관 등을 역임하였다. 1906년 11월에 아키타현 지사가 되었고 1908년 10월에 농상무성 농무국장이 되었으며 농상무 차관, 추밀원 서기관장, 내무차관을 역임하였다. 1915년 3월에 제12회 중의원 의원 총선거에 효고현에서 출마하여 당선된 이후 1924년 5월에 제15회 총선거까지 연속 4회 당선되었다. 공우구락부(公友倶楽部), 공정회(公正会)의 소속이었다. 제2차 오쿠마 내각에서는 1915년 7월부터 8월까지 내무참정관으로 취임하였고 그 후에는 헌정회 총무도 역임하였다. 1924년 7월에 조선총독부 정무총감으로 취임하였으며 철도국장 권한대행 등을 겸직하였다. 1925년 11월에 현직에서 사망하였다.

## 같이 보기
- 경성제국대학
- 아리요시 주이치
- 유기천